# Selección de fútbol sala de Fiyi
La selección de fútbol sala de Fiyi es el equipo representativo del país en las competiciones oficiales. Está regida por la Asociación de Fútbol de Fiyi, perteneciente a la OFC y la FIFA.
A pesar de nunca haber podido aclamarse como campeón del Campeonato de Futsal de la OFC, fue subcampeón en tres ocasiones, en 1999, 2009 y 2010.

## Estadísticas

### Copa Mundial de Futsal FIFA
| Copa Mundial de fútbol sala de la FIFA | Copa Mundial de fútbol sala de la FIFA | Copa Mundial de fútbol sala de la FIFA | Copa Mundial de fútbol sala de la FIFA | Copa Mundial de fútbol sala de la FIFA | Copa Mundial de fútbol sala de la FIFA | Copa Mundial de fútbol sala de la FIFA | Copa Mundial de fútbol sala de la FIFA |
| Año                                    | Ronda                                  | J                                      | G                                      | E                                      | P                                      | GF                                     | GC                                     |
| -------------------------------------- | -------------------------------------- | -------------------------------------- | -------------------------------------- | -------------------------------------- | -------------------------------------- | -------------------------------------- | -------------------------------------- |
| 1989                                   | No participó                           | No participó                           | No participó                           | No participó                           | No participó                           | No participó                           | No participó                           |
| 1992                                   | No participó                           | No participó                           | No participó                           | No participó                           | No participó                           | No participó                           | No participó                           |
| 1996                                   | No clasificó                           | No clasificó                           | No clasificó                           | No clasificó                           | No clasificó                           | No clasificó                           | No clasificó                           |
| 2000                                   | No clasificó                           | No clasificó                           | No clasificó                           | No clasificó                           | No clasificó                           | No clasificó                           | No clasificó                           |
| 2004                                   | No clasificó                           | No clasificó                           | No clasificó                           | No clasificó                           | No clasificó                           | No clasificó                           | No clasificó                           |
| 2008                                   | No clasificó                           | No clasificó                           | No clasificó                           | No clasificó                           | No clasificó                           | No clasificó                           | No clasificó                           |
| 2012                                   | No clasificó                           | No clasificó                           | No clasificó                           | No clasificó                           | No clasificó                           | No clasificó                           | No clasificó                           |
| 2016                                   | No clasificó                           | No clasificó                           | No clasificó                           | No clasificó                           | No clasificó                           | No clasificó                           | No clasificó                           |
| 2021                                   | No clasificó                           | No clasificó                           | No clasificó                           | No clasificó                           | No clasificó                           | No clasificó                           | No clasificó                           |
| Total                                  | 0/9                                    | -                                      | -                                      | -                                      | -                                      | -                                      | -                                      |

### Copa de Naciones de Futsal de la OFC
| Copa de Naciones de Futsal de la OFC | Copa de Naciones de Futsal de la OFC | Copa de Naciones de Futsal de la OFC | Copa de Naciones de Futsal de la OFC | Copa de Naciones de Futsal de la OFC | Copa de Naciones de Futsal de la OFC | Copa de Naciones de Futsal de la OFC | Copa de Naciones de Futsal de la OFC |
| Año                                  | Ronda                                | J                                    | G                                    | E                                    | P                                    | GF                                   | GC                                   |
| ------------------------------------ | ------------------------------------ | ------------------------------------ | ------------------------------------ | ------------------------------------ | ------------------------------------ | ------------------------------------ | ------------------------------------ |
| 1992                                 | No participó                         | No participó                         | No participó                         | No participó                         | No participó                         | No participó                         | No participó                         |
| 1996                                 | Tercer lugar                         | 6                                    | 2                                    | 1                                    | 3                                    | 26                                   | 31                                   |
| 1999                                 | Subcampeón                           | 6                                    | 4                                    | 1                                    | 1                                    | 27                                   | 15                                   |
| 2004                                 | Cuarto lugar                         | 5                                    | 2                                    | 0                                    | 3                                    | 11                                   | 11                                   |
| 2008                                 | Quinto lugar                         | 6                                    | 3                                    | 0                                    | 3                                    | 31                                   | 31                                   |
| 2009                                 | Subcampeón                           | 4                                    | 2                                    | 0                                    | 2                                    | 9                                    | 15                                   |
| 2010                                 | Subcampeón                           | 6                                    | 4                                    | 0                                    | 2                                    | 24                                   | 16                                   |
| 2011                                 | Quinto lugar                         | 4                                    | 2                                    | 1                                    | 1                                    | 36                                   | 18                                   |
| 2013                                 | No participó                         | No participó                         | No participó                         | No participó                         | No participó                         | No participó                         | No participó                         |
| 2014                                 | No participó                         | No participó                         | No participó                         | No participó                         | No participó                         | No participó                         | No participó                         |
| 2016                                 | Sexto lugar                          | 5                                    | 0                                    | 0                                    | 5                                    | 5                                    | 27                                   |
| 2019                                 | Quinto lugar                         | 5                                    | 3                                    | 0                                    | 2                                    | 23                                   | 23                                   |
| 2022                                 | Sexto lugar                          | 5                                    | 2                                    | 1                                    | 2                                    | 26                                   | 15                                   |
| Total                                | 10/13                                | 41                                   | 18                                   | 6                                    | 17                                   | 135                                  | 109                                  |